# 埴原常安
埴原 常安（はいばら つねやす）は、戦国時代から安土桃山時代にかけての武将（奉行）、馬術家。尾張の戦国大名である織田信長の近臣で、お手付き侍女・中條（中条）を下賜され、信長の隠し子を育てた。諱は後に植安（うえやす）に改める。

## 略歴
信州埴原谷で代々百姓をしていた次郎右衛門の子。
幼少より八條流馬術を学び、八條近江守の門弟になったといい、埴原次郎右衛門常安と名乗って巡礼姿で諸国武者修行の旅に出て、織田信長の家臣となった。
任官した経緯はよくわからないが、『甫庵太閤記』では、信長が有能な士を諸国から身分にとらわれずに直臣として召し抱えた実例の1つとして登場し、「尾州の清須城代埴原は信州はい原谷より出し順礼なりしを、めしをかれ、親しく愛し給ひき」と書かれている。
新参者として出頭して昇進の後、清洲城代に任命され、加賀守に任じられる。この加賀守を名乗るにあたって、名も植安に改めたという。百姓の出だが能書家でもあった。
そのとき常安が未婚だったので、信長に仕える侍女・中條を妻とするように命じられた。中條は（信長の傅役）平手政秀の娘分ということされて祝言をあげたが、すでに信長の子を宿して懐妊しており、これを産んだ暁には猶子とする旨も命令されていた。
時期は不明だが、これは濃姫が信長に嫁ぐことになる天文18年（1549年）の前の出来事と考えられ、平手政秀が己の才覚で取り仕切ったとされる、斎藤道三の娘と信長との政略結婚を破談にしないために、身籠った侍女を嫁がせるという配慮であったと考えられる。信長は天文23年（1554年）5月には別に塙直政の妹に庶子信正（村井貞勝の養子）を産ませており、前年の正月に平手政秀は自害しているが、これは相次いだ信長の女性問題が関係したとも考えられると滝喜義は書いている。
永禄10年（1567年）11月の埴原常安宛織田信長朱印状（埴原文書）によれば、岩滝内20貫文を宛行われた。
常安は尾張衆のひとりであり、天正3年（1575年）4月、織田信忠より津島天王葺師大工職を熱田葺師与三右衛門尉に相続させるように命じられており、清洲にあって尾張職人の仕置を委ねられる奉行の立場であったことがわかっている。天正4年（1576年）に信忠が家督相続した後は、完全にその配下となる。同年12月に北畠信意（織田信雄）は補佐役だった津田一安を田丸城に招いて暗殺したが、天正5年（1577年）5月、信長は信意に命じて、一安が所持していた財産である金112枚・銀75枚・米2,500俵を、兵糧にするから常安に渡すようにと指示している。
天正10年（1582年）の本能寺の変の後には、織田信雄に仕えて徳姫（岡崎殿）付きの武将となった。しかし槍働きは見られず、専ら吏僚として働いた。
天正11年（1583年）正月、信雄が安土へ出立するに際して、清洲に留めた留守居役の奉行衆5人の1人が常安だった。6月、埴原夫妻は近江国田付大寺の鰐口を、織田信長の一周忌に際して尾張国長光寺へ寄進した。この頃、出家して法名を道春とし、以後は埴原加賀入道と名乗っている。同年11月、清洲南東部の矢田川と庄内川の築堤工事で、堤奉行4人のうちの1人となる。天正12年から18年までは、清洲の町奉行の1人だった。この頃、尾張春日井郡栗原村・光恩寺村（光恩寺郷）において500貫文の知行。
天正18年（1590年）の小田原の役でも清洲城の留守居役となる。当時、清洲城には小早川隆景が在城しており、すでに国替えの噂があって国内で動揺が広がっていたが、7月、やはり国替えを命じられ、拒否した信雄は改易されて下野国烏山に流された。8月、秀吉の許しを得て、常安は織田家の侍女のおちゃあとお亀と共に、徳姫に引き続き仕えることになった。彼女の生家である生駒屋敷（小折城）に戻り、屋敷の本丸に徳姫が住んで、西の丸の空屋敷を埴原家が使った。
慶長3年（1598年）7月23日に病で亡くなった。生駒屋敷のそばの龍神社に埴原塚と呼ばれるものあり、これを加賀守の墓とする伝承あるが、家譜では長光寺を墓所とする。

### 妻子と子孫
中條（中条または中将とも）は武州忍出身の岩井丹波守の実の娘だった。信長の隠し子である生まれた男子は、幼名を乙殿とし、長じて埴原左京亮を名乗ったという。信長は、埴原の妻に対して、夫とは別に227石を扶持として与えた。
夫の死後または本能寺の変の翌年、中條は出家して慶秀を名乗った。
慶長6年（1601年）5月1日、徳川家康は埴原の後家に対して、尾張海東郡長牧村内に227石の知行を与えた。これは信長がこの後家に最初に与えて信雄が続けたものを（豊臣時代および伊奈忠次の代官を経て、家康の四男松平忠吉の清洲藩入封に際して）引き継がせたものであろう。
家康はの中條庄兵衛の男子・吉次を慶秀の養子とさせた。この埴原吉次は徳川義直に仕官して、代々尾張藩で仕えたという。中條庄兵衛（中條荘兵衛）は、常安と慶秀の娘の次男、つまり孫にあたる人物で、吉次（荘助）は曾孫にあたった。元和6年（1620年）に慶秀は没し、長光寺に葬られた。義直は相続を認め、吉次に改めて長牧村227石を知行とした与えた。
常安と中條の間には三子あったがいずれも女子で、平手政秀の次男・長次郎を養嗣子とし、長じて埴原寿安を名乗った。寿安は稲田植元の娘を娶ったので前野長康は姻族にあたる。寿安は天正年間に阿原郷で270貫を知行した。織田信雄の改易後、寿安は豊臣秀吉に仕えた。
寿安には八蔵と三十郎という名の2児あった。2人は豊臣秀頼に近習として仕え、『駿府記』は埴原八蔵と埴原三十郎を元和元年（1615年）の大坂城落城の際に山里丸で淀殿や秀頼と共に殉死した32名の家臣のうちに数えているが、家譜は殉死者は八蔵のみで三十郎はそれより前の朝鮮出兵において戦死していたとしている。寿安は大坂の陣に参加しなかったが、戦後豊臣方として追及を受けたので、慶秀が将軍家に掛け合って許しを請い、京都所司代の板倉勝重より免責を受けている。寿安は寛永3年（1626年）に亡くなった。